# Mamming
Mamming – miejscowość i gmina w Niemczech, w kraju związkowym Bawaria, w rejencji Dolna Bawaria, w regionie Landshut, w powiecie Dingolfing-Landau, siedziba wspólnoty administracyjnej. Leży około 10 km na wschód od Dingolfing, nad rzeką Izara.

## Składowe
W obszar gminy wchodzą następujące wsie: Adlkofen, Attenberg, Bachhausen, Benkhausen, Berg, Bubach, Dittenkofen, Graflkofen, Heilberskofen, Hirnkofen, Hof, Kuttenkofen, Mamming, Mammingerschwaigen, Pilberskofen, Rosenau, Ruhsam, Schellmühl, Scheiderberg, Seemannskirchen, Stockpoint, Vollnbach.

## Demografia
| Rok  | Liczba mieszk. |
| ---- | -------------- |
| 1970 | 2 182          |
| 1987 | 2 309          |
| 2000 | 2 794          |
| 2005 | 2 902          |
| 2008 | 2 888          |

### Struktura wiekowa
Dane o ludności z 31 grudnia 2008:
| Opis                                | Ogółem | Ogółem | Kobiety | Kobiety | Mężczyźni | Mężczyźni |
| ----------------------------------- | ------ | ------ | ------- | ------- | --------- | --------- |
| Jednostka                           | osób   | %      | osób    | %       | osób      | %         |
| Populacja                           | 2888   | 100    | 1442    | 49,93   | 1446      | 50,07     |
| Wiek przedprodukcyjny (0–17 lat)    | 584    | 20,22  | 273     | 9,45    | 311       | 10,77     |
| Wiek produkcyjny (18–65 lat)        | 1823   | 63,12  | 896     | 31,02   | 927       | 32,1      |
| Wiek poprodukcyjny (powyżej 65 lat) | 481    | 16,66  | 273     | 9,45    | 208       | 7,2       |

## Polityka
Wójtem od 2002 jest Georg Eberl (CSU). Rada gminy składa się z 14 członków:
|      | CSU | SPD | FWG/BP | UWG | Razem |
| 2008 | 7   | 2   | 3      | 2   | 14    |
| 2002 | 9   | 1   | 3      | 1   | 14    |

## Oświata
W gminie znajduje się 98 miejsc przedszkolnych oraz szkoła podstawowa i Hauptschule (25 nauczycieli, 335 uczniów -  wraz ze szkołą w Gottfrieding).